# Wei Zhang
Wei Zhang   (Dachuan District, 18 de juliol de 1981) és un matemàtic xinés especialista en teoria de nombres. Actualment és professor al Massachusetts Institute of Technology.
Zhang va estudiar a la Universitat de Pequín on es va graduar en Matemàtiques el 2004. El 2009 va acabar el doctorat a la Universitat de Colúmbia sota la supervisió de Shou-Wu Zhang.

## Treballs
Les seves col·laboracions amb Zhiwei Yun, Xinyi Yuan and Xinwen Zhu han estat força importants. En particular, la seva feina amb Zhiwei Yun en l'expansió en sèries de Taylor de funcions L.
Ha treballat en varis camps de les matemàtiques, com teoria de nombres, formes automòrfiques, funcions L, teoria de representació i geometria algebraica.

## Premis
- 2010 SASTRA Ramanujan Prize.[5]
- 2013 Sloan fellowship.
- 2016 Medalla Morningside.[6]
- 2017 Premi New Horizons in Mathematics Breakthrough Prize.